# 青山乡 (勃利县)
青山乡，是中华人民共和国黑龙江省七台河市勃利县下辖的一个乡镇级行政单位。

## 行政区划
青山乡下辖以下地区：
青山村、青峰村、幸福村、奋斗村、中原村、互助村、建设村、太升村、青龙山村、勃信村、良种场和互助水库生活区。